# Athletic Club 1997-1998
Questa voce raccoglie le informazioni riguardanti l'Athletic Club nelle competizioni ufficiali della stagione 1997-1998.

## Stagione
Nella stagione del centenario l'Athletic esordì in sordina in campionato guadagnando, dalla seconda metà del girone di ritorno, una sempre maggiore regolarità che gli permetterà di lottare per le posizioni valevoli per la Coppa UEFA e rimanere a contatto con il secondo posto, utile per la qualificazione in Champions League. Ottenendo risultati utili nelle ultime sette gare, l'Athletic poté approfittare del declino del Real Madrid secondo per guadagnare la posizione valida per l'accesso alla massima competizione continentale.
In Coppa del Re l'Athletic superò il Extremadura agli ottavi di finale, ma venne eliminato al turno successivo dai futuri finalisti del Maiorca per via della regola dei gol fuori casa.
In Coppa UEFA i baschi estromisero la Sampdoria ai trentaduesimi di finale con una doppia vittoria, per poi arrendersi nella gara di ritorno del turno successivo contro l'Aston Villa, che vinse per 2-1 dopo che l'incontro di andata a Bilbao si era concluso con un pareggio a reti bianche.

## Maglie e sponsor
Lo sponsor tecnico per la stagione 1997-1998 è Kappa. Per celebrare il centenario, le divise presentano il logo creato per l'evento, accompagnato dall'anno di fondazione e quello corrente.
|  |  |

## Rosa
Come da politica societaria la squadra è composta interamente da giocatori nati in una delle sette province di Euskal Herria o cresciuti calcisticamente nel vivaio di società basche.
| N. |                   | Ruolo | Calciatore            |
| -- | ----------------- | ----- | --------------------- |
| 1  | Spagna (bandiera) | P     | Juan José Valencia    |
| 4  | Spagna (bandiera) | D     | Rafael Alkorta        |
| 5  | Spagna (bandiera) | D     | Óscar Javier Tabuenca |
| 6  | Spagna (bandiera) | C     | Josu Urrutia          |
| 7  | Spagna (bandiera) | C     | Jon Andoni Goikoetxea |
| 8  | Spagna (bandiera) | C     | Julen Guerrero        |
| 9  | Spagna (bandiera) | A     | José Ángel Ziganda    |
| 10 | Spagna (bandiera) | D     | Aitor Larrazabal      |
| 11 | Spagna (bandiera) | D     | Jesús María Lacruz    |
| 12 | Spagna (bandiera) | D     | Carlos García         |
| 13 | Spagna (bandiera) | P     | Imanol Etxeberria     |
| 14 | Spagna (bandiera) | C     | José Mari             |
| 15 | Spagna (bandiera) | D     | Patxi Ferreira        |

| N. |                   | Ruolo | Calciatore         |
| -- | ----------------- | ----- | ------------------ |
| 16 | Spagna (bandiera) | C     | Txomin Nagore      |
| 17 | Spagna (bandiera) | A     | Joseba Etxeberria  |
| 18 | Spagna (bandiera) | C     | Bittor Alkiza      |
| 19 | Spagna (bandiera) | D     | Mikel Lasa         |
| 20 | Spagna (bandiera) | A     | Ismael Urzaiz      |
| 21 | Spagna (bandiera) | D     | Iñigo Larrainzar   |
| 22 | Spagna (bandiera) | C     | Javi González      |
| 24 | Spagna (bandiera) | D     | Roberto Ríos Patus |
| 25 | Spagna (bandiera) | A     | Aitor Huegun       |
| 29 | Spagna (bandiera) | D     | César              |
| 30 | Spagna (bandiera) | A     | Mario Bermejo      |
| 35 | Spagna (bandiera) | C     | Jorge Pérez        |

## Risultati

### Coppa UEFA
| Arbitro: | Çakar |

|                |           |                         |
| Boghossian 74’ | Marcatori | 19’ Ríos 62’ Larrainzar |

| Arbitro: | Batta |

|                                   |           |  |
| Larrazabal 40’ (rig.) Ziganda 46’ | Marcatori |  |

| Bilbao 21 ottobre 1997 Sedicesimi di finale - Andata | Athletic Bilbao | 0 – 0 referto | Aston Villa | Stadio San Mamés (42 500 spett.)\| Arbitro: \| Strampe \| |
| Arbitro:                                             | Strampe         |               |             |                                                           |

| Arbitro: | Piller |

|                      |           |              |
| Taylor 27’ Yorke 50’ | Marcatori | 70’ González |

## Statistiche

### Andamento in campionato
| Giornata  | 1  | 2  | 3  | 4  | 5  | 6  | 7  | 8 | 9 | 10 | 11 | 12 | 13 | 14 | 15 | 16 | 17 | 18 | 19 | 20 | 21 | 22 | 23 | 24 | 25 | 26 | 27 | 28 | 29 | 30 | 31 | 32 | 33 | 34 | 35 | 36 | 37 | 38 |
| --------- | -- | -- | -- | -- | -- | -- | -- | - | - | -- | -- | -- | -- | -- | -- | -- | -- | -- | -- | -- | -- | -- | -- | -- | -- | -- | -- | -- | -- | -- | -- | -- | -- | -- | -- | -- | -- | -- |
| Luogo     | C  | T  | C  | T  | C  | T  | C  | T | C | T  | C  | T  | C  | T  | T  | C  | T  | C  | T  | T  | C  | T  | C  | T  | C  | T  | C  | T  | C  | T  | C  | T  | C  | C  | T  | C  | T  | C  |
| Risultato | P  | N  | V  | N  | N  | N  | N  | V | V | P  | V  | N  | N  | P  | V  | V  | V  | V  | N  | V  | N  | P  | V  | P  | P  | N  | V  | V  | N  | P  | V  | N  | V  | V  | N  | V  | N  | V  |
| Posizione | 16 | 16 | 13 | 15 | 15 | 13 | 11 | 9 | 8 | 8  | 8  | 8  | 9  | 11 | 9  | 8  | 7  | 5  | 6  | 4  | 4  | 5  | 4  | 5  | 6  | 8  | 8  | 6  | 5  | 6  | 5  | 6  | 6  | 3  | 3  | 2  | 2  | 2  |

Fonte:  Partidos del Athletic Club 1997-98, su bdfutbol.com.
Legenda:

Luogo: C = Casa; T = Trasferta. Risultato: V = Vittoria; N = Pareggio; P = Sconfitta.